# Michael Müller (Politiker, 1604)
Michael Müller (* 1604; † 25. September 1674 in Dresden) war ein Dresdner Ratsherr und Bürgermeister.

## Leben
Müller war Sohn eines Dresdner Bürgers und gehörte ab 1641 dem städtischen Rat an. Zu diesem Zeitpunkt wird er als Notar in den Ratsakten genannt. In seiner Funktion als Ratsherr übernahm er die Leitung des Hospitalamtes für das Maternihospital. 1662 wurde er zum Bürgermeister ernannt und übte dieses Amt im Drei-Jahres-Rhythmus bis zu seinem Tod 1674 aus. 1669 stiftete er ein Legat für „arme fleißige Schüler“.